# Birgitte Hjort Sørensen
Birgitte Hjort Sørensen   (Hillerød, 16 de gener de 1982) és una actriu danesa. Ha estat nominada a tres premis Robert i un premi Bodil. Nascuda a Hillerød, la seva infància la va passar a Birkerød. Estudià art dramàtic a l'Escola Nacional Danesa d'Arts Escèniques. El seu debut com a actriu fou amb un paper secundari a la sèrie de televisió The Eagle el 2005. Després va aconseguir fer realitat un dels seus somnis interpretant a Roxie Hart en la producció de Chicago a Copenhaguen i més tard al West End. El paper que li ha aportat fama mundial a Sørensen ha estat el de la periodista Katrine Fønsmark en el drama polític televisiu Borgen (2010-2013).

## Inicis
Sørensen nasqué en Hillerød (Dinamarca) el 16 de gener de 1982 tot i que la seva infància la va passar a Birkerød. Els seus pares eren metges i és la menor de tres germanes. Fou en els anys d'estudis secundaris i amb l'arribada de l'adolescència que decideix no seguir els passos dels seus pares a la carrera de medicina, sembla que hi tingué força a veure una mala experiència laboral ajudant a la seva mare en una sala de geriatria. Als dinou anys, durant un viatge escolar a Londres, va veure la producció del musical de Chicago al West End, actuació que la impactar profundament i la va incitar i motivar a convertir-se en actriu. A partir d'aleshores, va encaminar els seus estudis cap a l'art dramàtic amb la participació a una mini-escola musical organitzada pel teatre Gladsaxe, el que li va permetre realitzar una introducció als estudis de teatre de sis mesos. Posteriorment, va continuar els seus estudis a l'Escola Nacional Danesa d'Arts Escèniques, període durant el qual Sørensen va debutar com a actriu el 2005 en el paper de recepcionista de la sèrie de televisió The Eagle. Curiosament, el centre té prohibit als seus estudiants combinar estudis i obligacions professionals, de manera que Sørensen va haver de fingir que estava malalta per poder aparèixer al programa de televisió. Dos anys després del seu pas per l'escola, va aconseguir fer realitat un dels seus somnis i interpretar el paper de Roxie Hart a la producció del musical Chicago estrenada 2007 al Det Ny Teater a Copenhaguen. El musical fou aclamat per la crítica. Per la seva actuació va rebre un premi Reumert .Sørensen fou aleshores reclamada per fer el mateix paper al Cambridge Theatre del West End.

## Carrera
El 2010, va aconseguir el paper que li donaria renom internacional interpretant a la periodista idealista, Katrine Fønsmark, en el drama polític de ficció Borgen. Per preparar-se per al paper, va passar un estiu sencer treballant amb equips de notícies de televisió i periodistes. Sørensen va rebre l'aclamació de la crítica per la seva interpretació així com el reconeixement internacional, especialment al Regne Unit. Per a la tercera temporada de la sèrie, Sørensen va rebre una nominació al premi Robert a la millor actriu en un paper principal.
El 2012, un cop finalitzada la tercera temporada de Borgen, Sørensen va interpretar a la pintora Marie Krøyer a la pel·lícula biogràfica The Passion of Marie que va obtenir la seva segona nominació a la millor actriu als premis Robert. L'any següent va aparèixer com Virgilia a l'obra teatral Coriolanus amb Tom Hiddleston al Donmar Warehouse de Londres. El 2015, Sørensen va fer una curta aparició a l'episodi "Hardhome" de la sèrie de drama fantàstic d'HBO Game of Thrones interpretant a Karsi, una cap salvatge. Sørensen també ha interpretat a la musa d'Andy Warhol Ingrid a la sèrie de televisió HBO de Martin Scorsese, Vinyl (2016). A la primavera de 2020, un acord entre Netflix i DR1 a permés anunciar una quarta temporada de Borgen, en la qual Sørensen tornarà a encarnar a Katrine Fønsmark, juntament amb Sidse Babett Knudsen que tornarà a ser Birgitte Nyborg.

## Vida personal
Manté una relació amb productor i escriptor televisiu Kristian Ladegaard Pedersen i tenen una filla.

### Filmografia
| Any  | Títol                                | Personatge                     | Idioma | Notes                                                      | Referència    |
| ---- | ------------------------------------ | ------------------------------ | ------ | ---------------------------------------------------------- | ------------- |
| 2006 | Tre Somre                            | Nanna                          | Danès  | Short film Títol en anglès: Three Summers                  | [ 22 ]        |
| 2007 | Canoe                                | The girl                       | Danès  | Short film                                                 | [ 23 ]        |
| 2007 | Crush                                | Lotte                          | Danès  | Short film                                                 | [ 23 ]        |
| 2008 | The Funeral                          | Daisy                          | Danès  |                                                            | [ 23 ] [ 24 ] |
| 2008 | Anja & Viktor – I medgang og modgang | Regitze                        | Danès  | Títol en anglès: Anja & Viktor – In Sickness and in Health | [ 23 ]        |
| 2008 | The Candidate                        | Sarah                          | Danès  |                                                            | [ 23 ]        |
| 2008 | Alliancen                            | Sofie                          | Danès  | Short film Títol en anglès: The Alliance                   | [ 23 ] [ 24 ] |
| 2009 | Ved verdens ende                     | Beate                          | Danès  | Títol en anglès: At World's End                            | [ 23 ]        |
| 2010 | Truth About Men                      | Girlfriend of the squire's son | Danès  |                                                            | [ 23 ]        |
| 2011 | Love Is in the Air                   | Camilla                        | Danès  | Danès title: Magi i luften                                 | [ 23 ] [ 24 ] |
| 2011 | Miss Julie                           | Julie                          | Danès  |                                                            | [ 23 ]        |
| 2012 | The Passion of Marie                 | Marie Krøyer                   | Danès  | Danès title: Balladen om Marie Krøyer                      | [ 25 ]        |
| 2014 | National Theatre Live: Coriolanus    | Virgilia                       | Anglès | Versió cinematogràfica de Donmar Warehouse                 | [ 26 ]        |
| 2014 | Autómata                             | Rachel Vaucan                  | Anglès |                                                            | [ 27 ]        |
| 2014 | In Order of Disappearance            | Marit                          | Danès  |                                                            | [ 23 ]        |
| 2014 | Someone You Love                     | Julie                          | Danès  | Títol en danès: En du elsker                               | [ 23 ]        |
| 2014 | The Gas Man                          | Mia                            | Danès  | Short film                                                 | [ 28 ]        |
| 2015 | Pitch Perfect 2                      | Kommissar                      | Anglès |                                                            | [ 29 ]        |
| 2015 | Sommeren '92                         | Minna Vilfort                  | Danès  |                                                            | [ 30 ]        |
| 2017 | 3 Things                             | Camilla                        | Danès  |                                                            | [ 31 ]        |

### Television
| Any(s)    | Títol                    | Personatge       | Idioma     | Notes                                 | Referència           |
| --------- | ------------------------ | ---------------- | ---------- | ------------------------------------- | -------------------- |
| 2005      | The Eagle                | Nanna            | Danès      | episodi: "Keres — Del 16"             | [ 32 ] [ 33 ] [ 24 ] |
| 2008      | Maj & Charlie            | Sidse            | Danès      | 1 episodi                             | [ 23 ] [ 24 ]        |
| 2010–2013 | Borgen                   | Katrine Fønsmark | Danès      | 30 episodis                           | [ 3 ]                |
| 2013      | Bluestone 42             | Astrid           | Anglès     | Temporada 1, episodi 3                | [ 34 ]               |
| 2013      | Agatha Christie's Marple | Greta            | Anglès     | episodi: "Endless Night"              | [ 35 ]               |
| 2014      | Midsomer Murders         | DS Anna Degn     | Anglès     | episodi: "The Killings of Copenhagen" | [ 36 ]               |
| 2015      | Game of Thrones          | Karsi            | Anglès     | episodi: "Hardhome"                   | [ 37 ]               |
| 2016      | Vinyl                    | Ingrid           | Anglès     | 10 episodis                           | [ 19 ]               |
| 2017      | Flashback                | Host             | Danès      |                                       | [ 38 ]               |
| 2018      | Greyzone                 | Victoria Rahbek  | Danès Suec | 10 episodis                           | [ 39 ]               |